# Districtul Al Murgub
Al Murgub este un district în Libia. Acest districte are 328.292 locuitori cu o suprafată de 3.000 km2. 